# Ostuacán
Ostuacán est une municipalité du Chiapas, au Mexique. Elle couvre une superficie de 946,4 km2 et compte 18 128 habitants en 2015.